# Isothrix negrensis
Isothrix negrensis és una espècie de mamífer rosegador de la família de les rates espinoses. És endèmic del curs mitjà del Rio Negro, a l'Amazones (Brasil). El seu hàbitat natural són els boscos inundats estacionalment. Es desconeix si hi ha cap amenaça significativa per a la supervivència d'aquesta espècie. Té el pelatge del dors més fosc que el de I. bistriata.